# 완전 관계
수학에서, 완전 관계(영어: total relation, connex relation)는 모든 두 원소가 비교 가능한 이항 관계이다. 항상 반사 관계이다.

## 정의
집합 {\displaystyle X} 위의 이항 관계 {\displaystyle R\subseteq X\times X}가 다음 조건을 만족시키면, 완전 관계라고 한다.
- 임의의 {\displaystyle x,y\in X}에 대하여, {\displaystyle (x,y)\in R}이거나, {\displaystyle (y,x)\in R}이다.

이는
{\displaystyle X\times X=R\cup R^{-1}}
와 동치이다. 여기서
{\displaystyle R^{-1}=\{(y,x)\colon (x,y)\in R\}}

## 성질
완전 관계의 정의에서 {\displaystyle x=y}를 취하면, {\displaystyle (x,x)\in R}임을 알 수 있다. 따라서, 모든 완전 관계는 반사 관계이다.

## 예
모든 전순서는 완전 관계이다. 보다 일반적으로, 모든 원전순서는 완전 관계이다.
집합 {\displaystyle \{a,b,c\}} 위에서, 순환적인 관계
{\displaystyle a\preceq b\preceq c\preceq a}
{\displaystyle a\preceq a}
{\displaystyle b\preceq b}
{\displaystyle c\preceq c}
는 완전 관계이다. 그러나 이는 전순서가 아니다.

## 참고 문헌
1. ↑  Bram van Heuveln. “Sets, Relations, Functions” (PDF). Troy, NY. 2018년 5월 28일에 확인함.[깨진 링크(과거 내용 찾기)] Page 4.
2. ↑  Carl Pollard. “Relations and Functions” (PDF). Ohio State University. 2018년 5월 28일에 확인함. Page 7.
3. ↑  Felix Brandt; Markus Brill; Paul Harrenstein (2016). 〈Tournament Solutions〉.   F. Brandt; V. Conitzer; U. Endriss; J. Lang; A. Procaccia. 《Handbook of Computational Social Choice》. Cambridge University Press. Page 3, footnote 1.